# Giuseppe Raffaelli

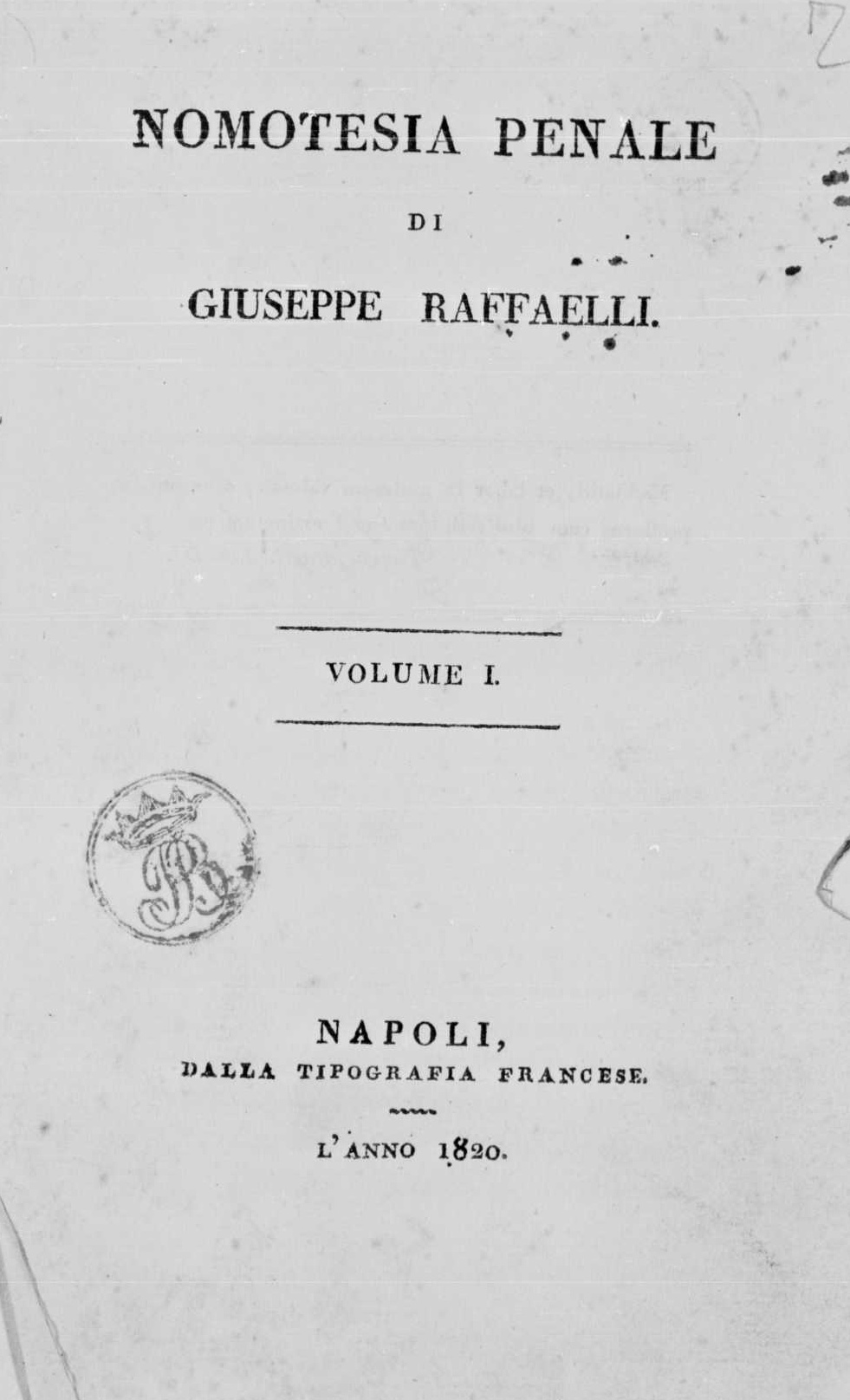
Nomotesia penale, vol. I, 1820

Giuseppe Raffaelli (Catanzaro, 20 febbraio 1750 – Napoli, 26 febbraio 1826) è stato un avvocato e giurista italiano.

## Biografia
Il padre, avvocato di Catanzaro, lo fece studiare a Napoli, dove si laureò in giurisprudenza. Discepolo di Antonio Genovesi, si formò anche alla scuola di Basilio Puoti.
Nel 1771, poco più che ventenne, Raffaelli acquistò fama, nel principale foro del Regno di Napoli, poiché,  nel difendere una giovane donna accusata di aver svolto pratiche da fattucchiera, Cecilia Faragò di Catanzaro, la sua arringa divenne celebre a tal punto che si decise di abolire il reato di stregoneria.
Dopo la Rivoluzione napoletana, in cui aveva presieduto il Tribunale di Stato, fu costretto ad esiliare prima in Francia, poi a Torino e in Lombardia; qui divenne professore di diritto pubblico a Milano, occupando la cattedra lasciata libera da Cesare Beccaria.
Ritornato a Napoli durante il decennio francese, prese parte ai lavori di stesura del codice di procedura penale del regno italico. Dal 1808 fu chiamato, assieme a David Winspeare e a Giacinto Dragonetti, a comporre la Commissione Feudale. Nello stesso anno Gioacchino Murat lo volle anche riordinatore della Corte di cassazione (insediatasi il 7 gennaio 1809), della quale fu il primo procuratore generale, carica questa che mantenne sino al 1817.
Dal 1815 fece anche parte della seconda commissione reale incaricata dello studio dei nuovi codici borbonici (ultimati nel 1819), contribuendo, in particolare, alla stesura del codice penale e di quello di procedura penale.
Tra il 1820 e il 1826 raccolse, in 5 volumi, sotto il titolo di Nomotesia penale, la summa della scienza giuridica che, nell'intento dell'autore, doveva insegnare ai governi come dettare delle buone leggi, in particolare sui delitti e sulle relative pene, e in cui, facendo frutto della sua lunga attività di avvocato prima e di giurista poi, procedette ad una disamina dei vari tipi di reati e dei modi sia di prevenirli che di punirli.

## Opere
- Nomotesia penale, vol. 1, Napoli, Stamperia Francese, 1820.
- Nomotesia penale, vol. 2, Napoli, Carlo Cataneo, 1821.
- Nomotesia penale, vol. 3, Napoli, Carlo Cataneo, 1823.
- Nomotesia penale, vol. 4, Napoli, Carlo Cataneo, 1824.
- Nomotesia penale, vol. 5, Napoli, Carlo Cataneo, 1826.